# カリン・ナイデノフ
カリン・ナイデノフ（Калин Найденов；1865年2月18日 - 1925年4月16日）は、ブルガリアの軍人。中将。第一次世界大戦時の国防相（1915年9月21日 - 1918年6月21日）。
シロカ・レカ村（現在のスモリャン州スモリャン自治体）出身。1885年、ソフィアの軍事学校で教育を受け、第1砲兵連隊に配属。1885年のセルビア・ブルガリア戦争時、半個砲兵中隊を指揮した。1891年、トゥリンの軍事アカデミーを卒業。1895年から砲兵中隊長、1896年～1898年、弾薬庫長、1900年、第4砲兵連隊の科長。1902年～1907年、砲兵監察部技術課長、1908年～1911年、第2砲兵連隊長。
1912年～1913年のバルカン戦争時、軍砲兵部長補佐官。砲兵利用の実践に貢献し、ブルガリア軍の砲兵の権威と考えられた。1913年～1915年、砲兵監察官。
ブルガリアの第一次世界大戦参戦後、1915年9月21日、国防相に任命され、軍の補給と充足を指導した。1918年6月21日、サヴァ・サヴォフ将軍と交代。
戦後、「国家的大惨事の有責者」の1人として禁固10年を言い渡された。恩赦後、軍事学校の砲兵教授となる。共産主義者がソフィアの広場に仕掛けた爆弾（聖ネデリャ教会襲撃事件、en）により暗殺。